# Notodden
Notodden ( ? i  escolteu-ne la pronunciació en noruec) és un municipi situat al comtat de Telemark, Noruega. Té 12.717 habitants (2016) i la seva superfície és de 919,23 km². El centre administratiu del municipi és el poble homònim.
Notodden es troba a la vora del llac Heddalsvatnet, i el riu Tinn travessa la ciutat. L'església de fusta més gran de Noruega, l'església de fusta de Heddal, es pot veure a pocs quilòmetres del centre de la ciutat.
L'aeroport de Notodden-Tuven es troba a l'oest del centre de la ciutat. Norsk Hydro va ser fundada en aquesta ciutat. Notodden és ben conegut per l'anual Festival de Blues de Notodden, que es considera un dels millors festivals de blues a Europa. També compta amb un festival metal ben conegut anomenat Motstøy festivalen. El club de futbol Notodden FK té la seu al municipi.
Va ser inclòs, al juliol de 2015, a la llista del patrimoni de la Humanitat per la Unesco dins del conjunt «Indret de patrimoni industrial de Rjukan-Notodden».

## Informació general

### Nom
El primer element del nom és not i significa "pescar usant una xarxa de cèrcol", i l'últim element és la forma finita d'odde, que significa "cap". Així, el significat general del nom és "el lloc de pesca".

### Escut d'armes
L'escut d'armes és modern. Se'ls va concedir l'11 d'agost de 1939. L'escut mostra un riu color plata i quatre llamps. La raó d'aquest escut és que una de les primeres centrals hidroelèctriques de Noruega es va constituir a finals del segle xix a Notodden, concretament a la cascada Tinnfoss del riu Tinn.

## Ciutats agermanades
El 2008, l'ajuntament de Notodden va decidir posar fi als acords individuals amb les ciutats d'Iisalmi, Nyköping i Stelle. Alhora Suwałki va ser aprovada com una nova ciutat agermanada.

Nottoden manté una relació d'agermanament amb les següents localitats: 
- Clarksdale, Mississipi, Estats Units d'Amèrica
- Suwałki, Voivodat de Podlàquia, Polònia

Antigues ciutats agermanades amb Notodden:
- Iisalmi, Finlàndia Oriental, Finlàndia
- Nyköping, Comtat de Södermanland, Suècia
- Stelle, Baixa Saxònia, Alemanya